# IBSF U16-Snookerweltmeisterschaft
Die IBSF U16-Snookerweltmeisterschaft ist ein seit 2017 jährlich ausgetragenes Snookerturnier, das von der International Billiards & Snooker Federation veranstaltet wird. Die erste Austragung gewannen Dylan Emery aus Wales bei den Jungen und Anupama Ramachandran aus Indien bei den Mädchen, 2018 gewannen der Belgier Ben Mertens sowie die Inderin Keerthana Pandian und 2019 siegten der Pole Antoni Kowalski und Albina Leschuk aus Belarus. Nachdem das Turnier 2020 und 2021 aufgrund der COVID-19-Pandemie nicht hatte stattfinden können, gewann 2022 der Waliser Liam Davies. Ein Mädchenturnier wurde in diesem Jahr nicht ausgetragen.

## Die Turniere im Überblick

### Jungenturnier
| Jahr | Austragungsort                       | Weltmeister                          | Ergebnis                             | Finalist                             | Halbfinalisten 1                     |
| ---- | ------------------------------------ | ------------------------------------ | ------------------------------------ | ------------------------------------ | ------------------------------------ |
| 2017 | Sankt Petersburg                     | Dylan Emery                          | 4:1                                  | Michail Terechow                     | Andrei Karassow                      |
| 2017 | Sankt Petersburg                     | Dylan Emery                          | 4:1                                  | Michail Terechow                     | Poon Ching Chiu                      |
| 2018 | Sankt Petersburg                     | Ben Mertens                          | 4:3                                  | Aaron Hill                           | Kiryl Marholin                       |
| 2018 | Sankt Petersburg                     | Ben Mertens                          | 4:3                                  | Aaron Hill                           | Digvijay Kadian                      |
| 2019 | Tjumen                               | Antoni Kowalski                      | 4:2                                  | Bulcsú Révész                        | Ranveer Duggal                       |
| 2019 | Tjumen                               | Antoni Kowalski                      | 4:2                                  | Bulcsú Révész                        | Umar Khan                            |
| 2020 | keine Austragung (COVID-19-Pandemie) | keine Austragung (COVID-19-Pandemie) | keine Austragung (COVID-19-Pandemie) | keine Austragung (COVID-19-Pandemie) | keine Austragung (COVID-19-Pandemie) |
| 2021 | keine Austragung (COVID-19-Pandemie) | keine Austragung (COVID-19-Pandemie) | keine Austragung (COVID-19-Pandemie) | keine Austragung (COVID-19-Pandemie) | keine Austragung (COVID-19-Pandemie) |
| 2022 | Bukarest                             | Liam Davies                          | 4:2                                  | Bulcsú Révész                        | Steven Wardropper                    |
| 2022 | Bukarest                             | Liam Davies                          | 4:2                                  | Bulcsú Révész                        | Mychajlo Larkow                      |

### Mädchenturnier
| Jahr | Austragungsort   | Weltmeister          | Ergebnis | Finalist            | Halbfinalisten 1     |
| ---- | ---------------- | -------------------- | -------- | ------------------- | -------------------- |
| 2017 | Sankt Petersburg | Anupama Ramachandran | 3:1      | Keerthana Pandian   | Albina Ljaschtschuk  |
| 2017 | Sankt Petersburg | Anupama Ramachandran | 3:1      | Keerthana Pandian   | Alexandra Bogatyrewa |
| 2018 | Sankt Petersburg | Keerthana Pandian    | 3:1      | Albina Ljaschtschuk | Anupama Ramachandran |
| 2018 | Sankt Petersburg | Keerthana Pandian    | 3:1      | Albina Ljaschtschuk | Alexandra Rjabinina  |
| 2019 | Tjumen           | Albina Ljaschtschuk  | 3:2      | Sofija Beldenko     | Xenija Schukowa      |
| 2019 | Tjumen           | Albina Ljaschtschuk  | 3:2      | Sofija Beldenko     | Alexandra Rjabinina  |